# Flemsdorf
Flemsdorf ist ein Ortsteil der Stadt Schwedt/Oder im Landkreis Uckermark in Brandenburg. Er liegt zwischen Angermünde und Schwedt, etwa 9 Kilometer von Schwedt entfernt. Vom 31. Dezember 2001 bis zum 1. Januar 2021 war Flemsdorf ein Ortsteil der Gemeinde Schöneberg.

## Geschichte
Der Ortsname Vlemindorp taucht erstmals 1293 auf; er änderte sich in den folgenden 250 Jahren über Vlemischdorph, Vlemingstorp, to Vlemstorp, Flemickstorp zu Flemsdorff.
In der Gemarkung sind Siedlungsspuren seit der Steinzeit bekannt. Das Dorf wurde im 13. Jahrhundert als Straßendorf angelegt, wahrscheinlich von flämischen Siedlern. Seit dem 15. Jahrhundert gehörte der Ort durchgehend zu Brandenburg. Das Dorf hatte 1527 eine Kirche, eine Schäferei und 68 Hufen.
In Flemsdorf gab es 1657–1666 Hexenverfolgungen. Drei Frauen gerieten in Hexenprozesse, eine wurde hingerichtet.
1840 wurden 25 Wohnhäuser, 1860 drei öffentliche, 14 Wohn- und 25 Wirtschaftsgebäude (darunter eine Getreidemühle) und im Rittergut elf Wohn- und 17 Wirtschaftsgebäude (darunter eine Brennerei) gezählt. Im 19. Jahrhundert gab es eine Braunkohlegrube nahe dem Ort.
Nach 1945 wurde ein Volkseigenes Gut (VEG) gegründet. Von 1961 bis etwa 1965 gab es im Ort einen Jugendwerkhof. Am 31. Dezember 2001 wurde Flemsdorf nach Schöneberg eingemeindet. Nach der Auflösung dieser Gemeinde zum 1. Januar 2021 wurde Flemsdorf ein Ortsteil der Stadt Schwedt/Oder.

## Sehenswürdigkeiten und Kultur
- Feldsteinkirche aus dem 13. Jahrhundert[4][5]
- Gutsanlage
- mehrere Seen